# Safed koh
Safed koh, eller Safed kuh, (persiska: سفیدکوه), även Spin ghar (pashto: سپین غر), är en bergskedja i östra Afghanistan och norra Pakistan. Den är en del av bergskedjan Hindukush.